# Arène de Goya
L'Arène de Goya (en espagnol : Plaza de toros de Goya ; également appelée Plaza de toros de Fuente del Berro ou encore Plaza de toros de la carretera de Aragón) est une ancienne arène de Madrid.

## Histoire
La première enceinte taurine de Madrid est inaugurée le 3 juillet 1749 juste à l'extérieur de la ville : l'arène de la Puerta de Alcalá. Elle sera utilisée jusqu'au 18 juillet 1874, alors que les constructions de l'arène de Goya ont déjà commencé. On peut d'ailleurs l'observer sur la lithographie d'Alfred Guesdon de 1854.
En effet, c'est en janvier 1873, que la « nouvelle arène » commence à être édifiée et le 4 septembre de l'année suivante qu'est inaugurée la plaza de toros de Goya de style néo-mudéjar. Cette arène fut planifiée par les architectes Emilio Rodríguez Ayuso et Lorenzo Álvarez Capra, qui en firent leur chef-d'œuvre. L'arène mesure 60 m de diamètre et peut accueillir 14 867 spectateurs, avec les places privilégiées du Palco Regio (« loge royale »), de la Presidencia (« présidentielle »), de la Diputación (« députation ») et Música (« musique »).
Le photographe Jean Laurent réalisa en 1874 un grand reportage sur la nouvelle arène, vide, plusieurs semaines avant son inauguration. Dans ses photos, les travaux sont pratiquement terminés et certains ouvriers donnaient les dernières retouches. Les négatifs de verre originaux font partie du fonds photographique Ruiz Vernacci. Vers l'an 1887, les successeurs de Laurent réalisèrent une ample série de photographies instantanées de toutes sortes.
Après l'inauguration de la grande arène de Las Ventas, l'arène de Goya est détruite et son emplacement est aujourd'hui occupé par le Palais des sports.
Sur une esplanade jouxtant l'arène se trouvait un terrain habituellement utilisé comme déchèterie. Situé entre les rues Jorge Juan, Máiquez et Elipa (l'actuelle Duque de Sesto), on y trouve aujourd'hui la Fabrique nationale de la monnaie et du timbre. Les joueurs du Real Madrid y disputaient des matchs, et se changeaient dans des magasins attenants,.

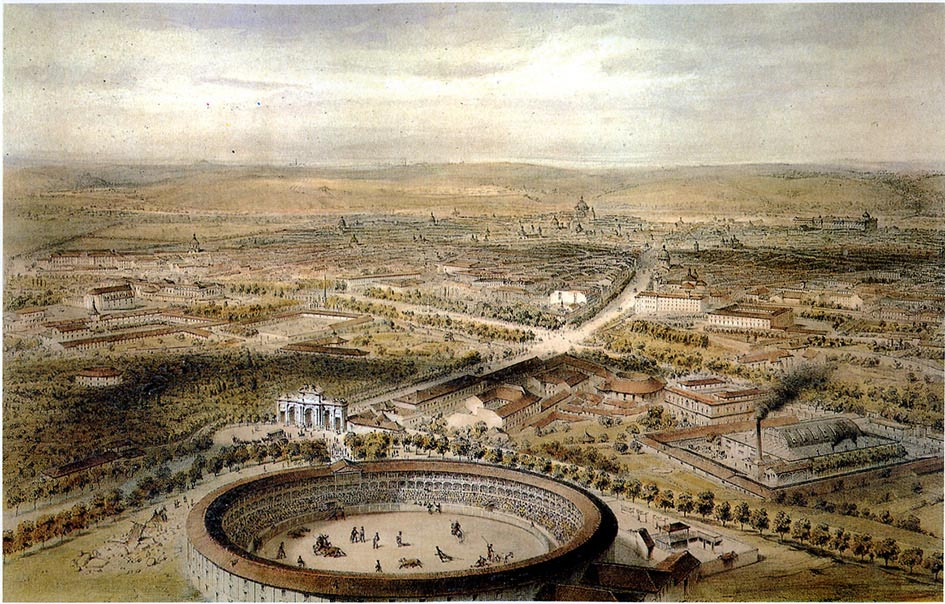
Vue aérienne de Madrid montrant la Porte d'Alcalá et son arène. Lithographie datant approximativement de 1854, par Alfred Guesdon.
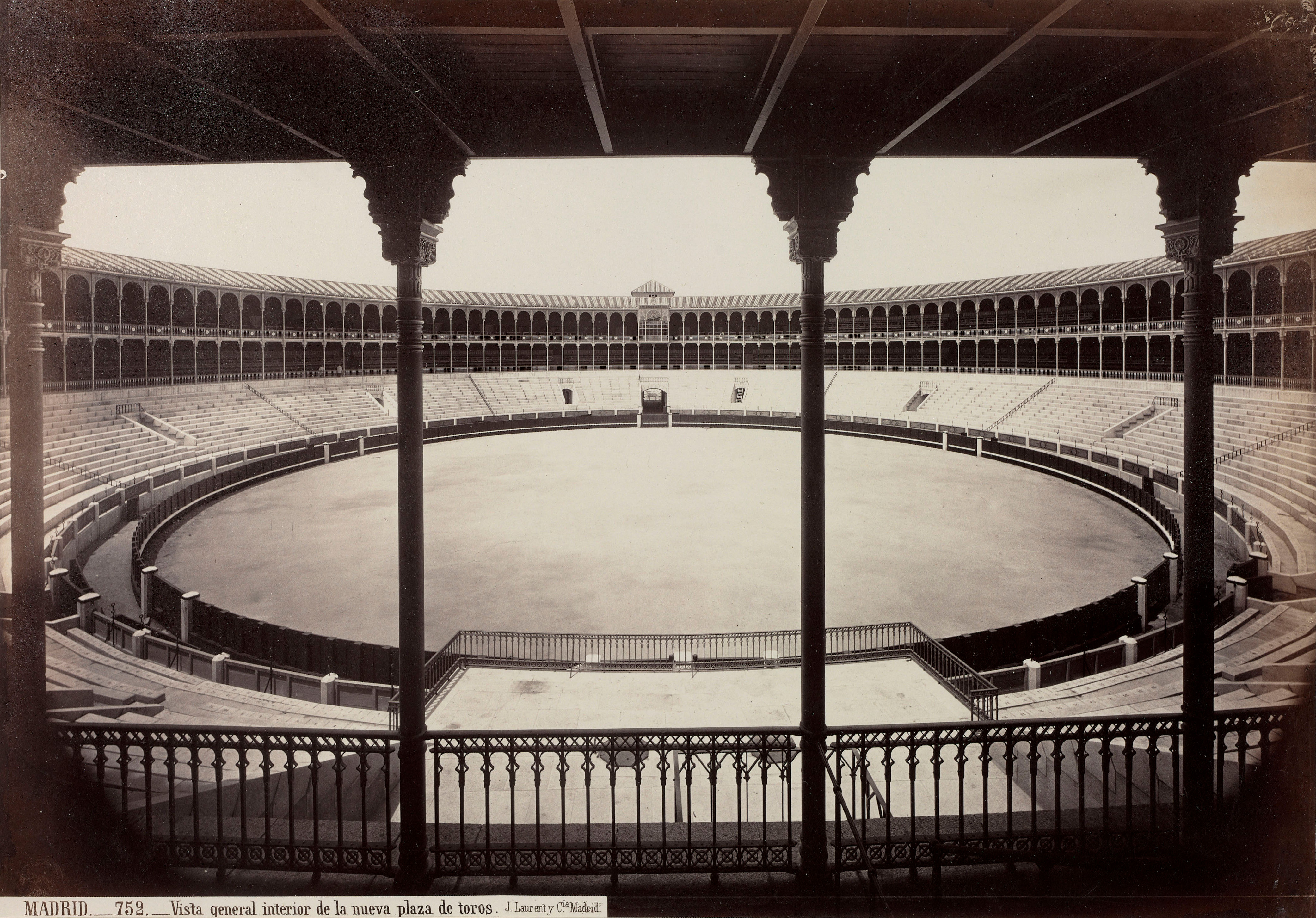
La nouvelle enceinte taurine, en juin 1874. Photo de Jean Laurent.
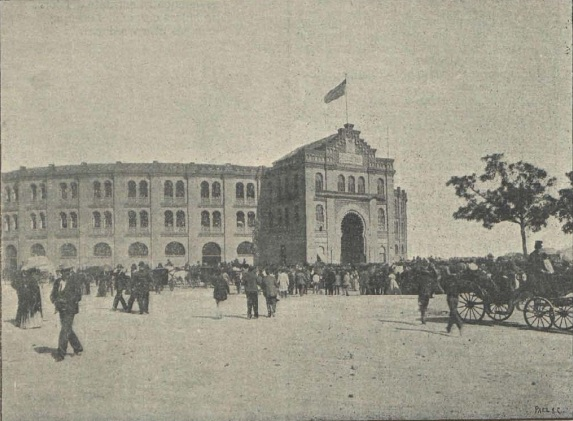
L'extérieur de l'arène. Photographie de Christian Franzen (1896).
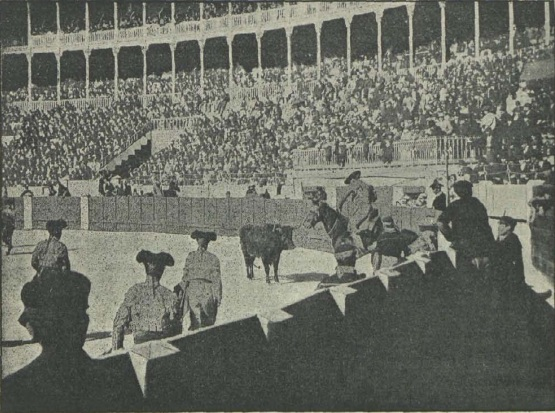
Novillada célébrée le 22 novembre 1896. Photographie de Christian Franzen.